# Omutnitsa Vallis
L'Omutnitsa Vallis è una struttura geologica della superficie di Venere.